# Ernobius nigrinus
Ernobius nigrinus là một loài bọ cánh cứng thuộc chi Ernobius trong họ Ptinidae.